# Hans Urs von Balthasar
Hans Urs von Balthasar (ur. 12 sierpnia 1905 w Lucernie, zm. 26 czerwca 1988 w Bazylei) – teolog szwajcarski, duchowny katolicki, mianowany kardynałem przez Jana Pawła II, sługa Boży Kościoła katolickiego.

## Życiorys
Studiował filologię germańską oraz filozofię w Zurychu, Wiedniu i Berlinie. W trakcie trzydziestodniowych rekolekcji ignacjańskich niespodziewanie odkrył swoje kapłańskie powołanie i – po obronie doktoratu w 1929 r. na temat „Historii eschatologicznego problemu w nowożytnej literaturze niemieckiej” – wstąpił do Towarzystwa Jezusowego w Feldkirch.
26 lipca 1936 przyjął święcenia kapłańskie; pracował jako kapelan uniwersytecki w Bazylei, w 1947 zakładał wydawnictwo Johannes Verlag w Einsiedeln. W 1948 założył Wspólnotę św. Jana. W 1950 opuścił zakon i został inkardynowany do diecezji Chur. Wykładał teologię na wielu uczelniach, był autorem wysoko cenionych publikacji teologicznych (Teologia misterium paschalnego, Burzenie bastionów, Chrześcijanin i lęk, „Modlitwa i kontemplacja” Cordula, Czy Jezus nas zna? Czy my znamy Jezusa? i inne). Jako jedyny spośród wybitnych teologów europejskich nie został zaproszony do udziału w obradach II soboru watykańskiego. Był doktorem honoris causa szkół teologicznych w Edynburgu, Fryburgu, Münsterze oraz Amerykańskiego Uniwersytetu Katolickiego w Waszyngtonie. Został mianowany członkiem Międzynarodowej Komisji Teologicznej (1969), współpracował przy powstaniu pisma „Communio”, otrzymał Nagrodę Pawła VI i Nagrodę Mozarta.
Był autorem 90 książek i 550 artykułów, tłumaczem 100 dzieł innych autorów. Henri de Lubac nazwał go „największym erudytą XX wieku”. Znaczny wpływ na jego prace teologiczne wywarła wymiana poglądów z teolog i lekarką, szwajcarską mistyczką i wizjonerką Adrienne von Speyr (1902-1967).
29 maja 1988 Jan Paweł II ogłosił jego nominację kardynalską. Ze względu na podeszły wiek ks. Balthasar został zwolniony z obowiązku przyjęcia sakry biskupiej; nie dożył uroczystości konsystorza, zmarł trzy dni wcześniej. Został pochowany na cmentarzu Hofkirche w Lucernie. Miał zostać kardynałem diakonem S. Nicola in Carcere.
20 marca 2018 rozpoczęto jego proces beatyfikacyjny, wnioskodawcą jest stowarzyszenie "Le Porte del Cielo" z Fara in Sabina we Włoszech.